# Trishna
Pour plus de détails, voir Fiche technique et Distribution.
Trishna est une tragédie britannico-suédoise écrite et réalisée par Michael Winterbottom d'après Tess d'Urberville de Thomas Hardy sortie en 2011.

## Synopsis
De nos jours au Rajasthan, la passion d'une jeune Indienne (Trishna) pour un homme d'affaires britannique (Jay) se heurte aux conventions familiales et au poids de la société…

## Fiche technique
|                                                                            |  |  |
| Les acteurs Freida Pinto et Riz Ahmed partagent l'affiche du long-métrage. |  |  |

- Titre original : Trishna
- Titre français :
- Titre québécois :
- Réalisation : Michael Winterbottom
- Scénario : Michael Winterbottom d'après Tess d'Urberville de Thomas Hardy
- Direction artistique : David Bryan
- Décors :
- Costumes :
- Photographie : Marcel Zyskind (de)
- Son :
- Montage : Mags Arnold
- Musique : Amit Trivedi (en) et Shigeru Umebayashi
- Production : Sunil Bohra (en), Melissa Parmenter et Michael Winterbottom
- Société(s) de production : Bankside Films, Film i Väst et Revolution Films (en)
- Société(s) de distribution :   Bankside Films
- Budget :
- Pays d’origine :  Royaume-Uni/ Suède
- Langue : Anglais/Hindi
- Format : Couleur - 35 mm - 2.35:1 -  Son Dolby numérique
- Genre : Tragédie
- Durée : 117 minutes
- Dates de sortie :
  -  Canada : 9 septembre 2011 (Festival international du film de Toronto)
  -  Royaume-Uni : 9 mars 2012

## Distribution
- Freida Pinto : Trishna
- Riz Ahmed (VF : David Macaluso) : Jay

## Distinctions

### Nominations
- 1 nomination

## Autour du film
Il s'agit de la 10e adaptation à l'écran du roman de Thomas Hardy et de la 3e adaptation de cet auteur par Michael Winterbottom, après Jude et Rédemption.